# 보잉 F-15SA
보잉 F-15SA는 F-15E 스트라이크 이글의 사우디아라비아판이다.

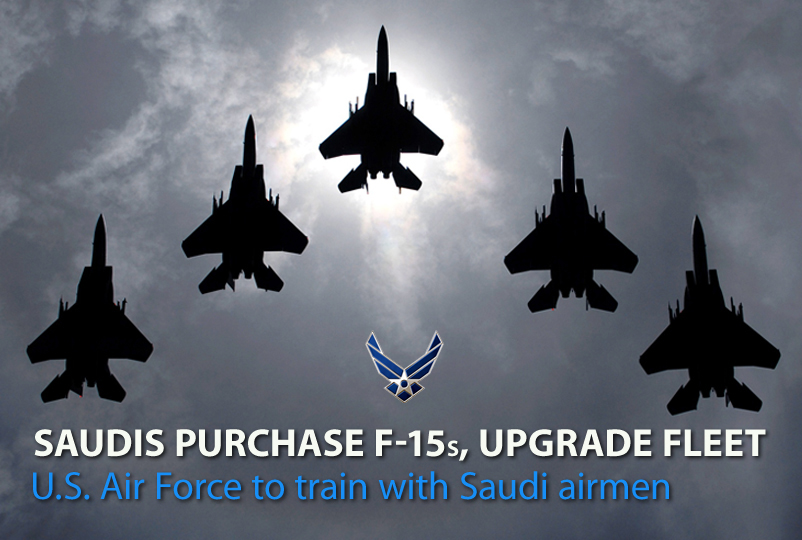
F-15SA는 싱가포르의 F-15SG랑 성능이 비슷하다. 둘 다 APG-63의 AESA 버전 레이다인 AN/APG-63(v)3를 탑재했다.

## 제원
- 승무원: 2명
- 엔진: 2 x General Electric F110-GE-129C Thrust: 29,400 lbs
- 날개 길이: 42.8 ft (13 m)
- 길이: 63.8 ft (19.44 m)
- 높이: 18.5 ft (5.6 m)
- 공허 중량: 37,500 lbs (17,010 kg)
- 최대 이륙 중량: 81,000 lbs (36,750 kg)
- 연료 탱크: 35,550 lbs (3 external tanks plus conformal fuel tanks)
- 속력: 1,875 mph (Mach 2.5+) C
- 고도: 60,000 ft (18,288 m)
- 항속거리: 2,400 miles (3,862.4 km)
- 레이다: AN/APG-63(v)3.

### 무장
AIM-7, AIM-9, AIM-120,
AGM-65, AGM-84, GBU-31 JDAM

## 같이 보기
- 보잉 F-15E 스트라이크 이글
- 보잉 F-15I
- 보잉 F-15SG
- F-15K